# Pavel Konovalov
Pavel Trofimovič Konovalov (in russo Павел Трофимович Коновалов?; 13 novembre 1960) è un ex velocista sovietico.

## Palmarès

### Europei
- 1 medaglia:
  - 1 bronzo (Atene 1982 nella staffetta 4x400 m)

### Europei indoor
- 1 medaglia:
  - 1 oro (Milano 1982 nei 400 m piani)

### Europei under 20
- 1 medaglia:
  - 1 argento (Bydgoszcz 1979 nella staffetta 4x400 m)